# Fredrikshovsgatan
| Fredrikshovsgatan norrut från Narvavägen och söderut från Linnégatan. |  | Fredrikshovsgatan norrut från Narvavägen och söderut från Linnégatan. |
| Fredrikshovsgatan norrut från Narvavägen och söderut från Linnégatan. |  |                                                                       |

Fredrikshovsgatan är en gata på Östermalm i Stockholm. Fredrikshovsgatan avgrenar sig från Narvavägen cirka hundra meter från Djurgårdsbron och fortsätter öster om Oscarskyrkan för att sluta vid Linnégatan mitt för Garnisonens södra fasad.

## Historik
Gatan är sannolikt uppkallad efter vinskänken Fredrik Hoff och inte efter kung Adolf Fredrik. Hoff var son till Casten Hoff som ägde det välkända värdshuset Kastenhof på Norrmalm. Fredrik Hoff drev under några år ett utvärdshus med nöjespark vid Fredrikshovs slott. Stället blev sedermera residens åt änkedrottning Lovisa Ulrika. Gatan stadsplanerades i slutet av 1890-talet tillsammans med grannkvarteret Stallmästaren. En av Svea Livgardes kasernbyggnader stäckte sig rakt över den planerade gatan som anlades först efter att gardet flyttat till Linnégatan och flygeln kunde rivas.

## Byggnader vid gatan (urval)
- Nummer 1: Oscarskyrkan, invigd 1903.
- Nummer 3: Stallmästaren 11 (Oscars församlingsexpedition).
- Nummer 5: Stallmästaren 16, av Stadsmuseet blåmärkt jugendbyggnad.
- Nummer 6: Fredrikshovs slott.
- Nummer 8: Hornblåsaren 34 (Oscars församlingshem).

### Bilder

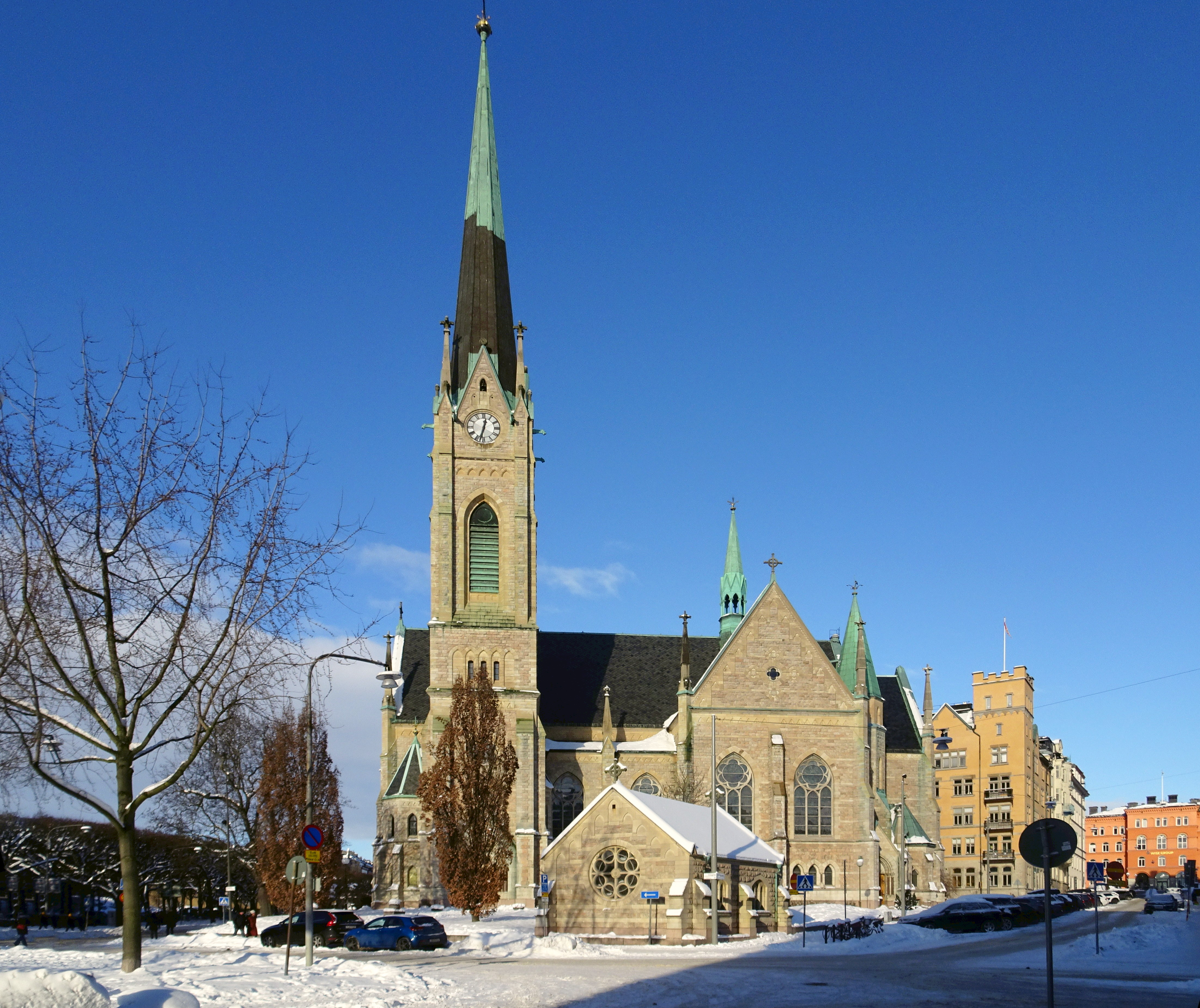
Oscarskyrkan.
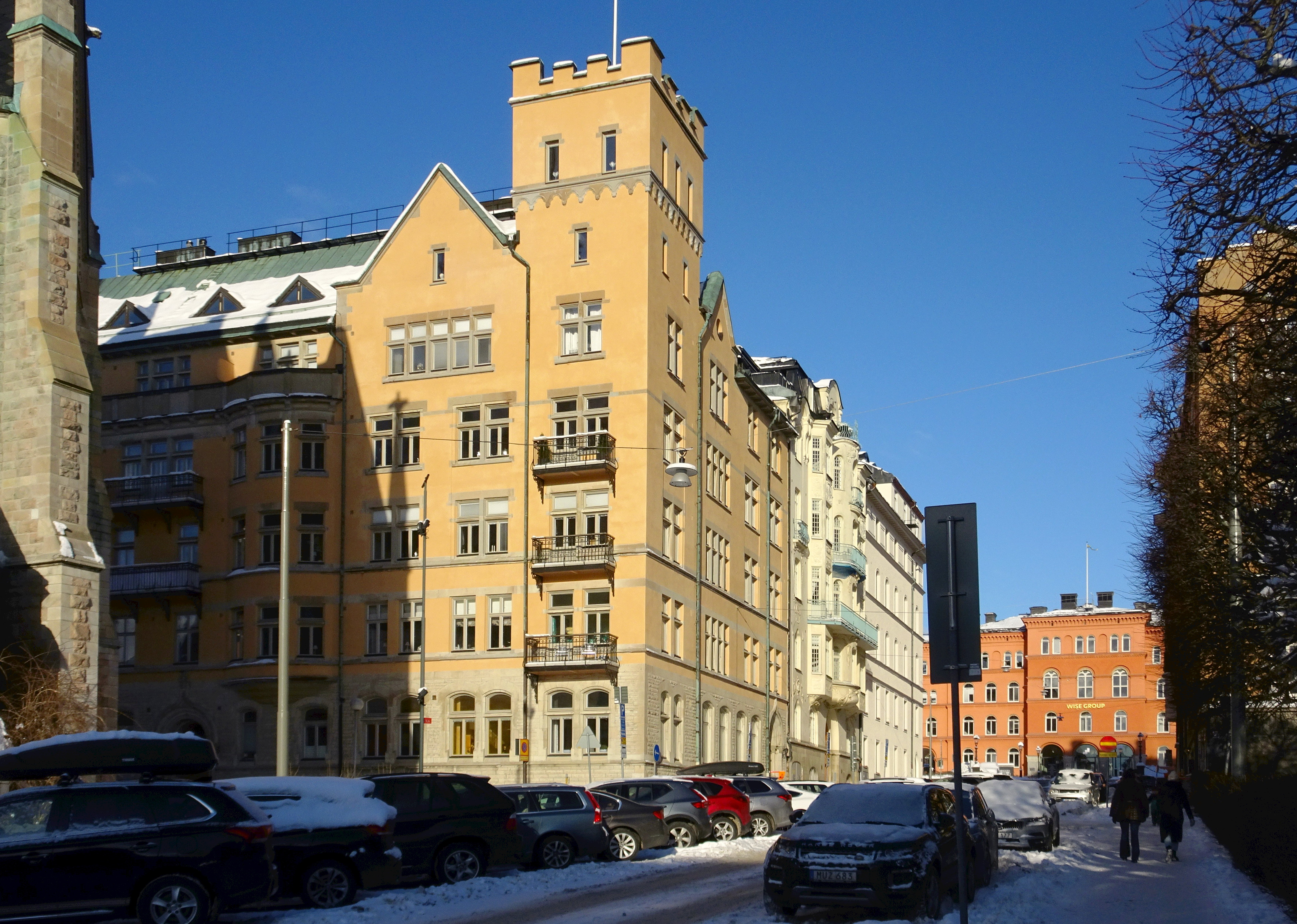
Oscars församlingsepedition.
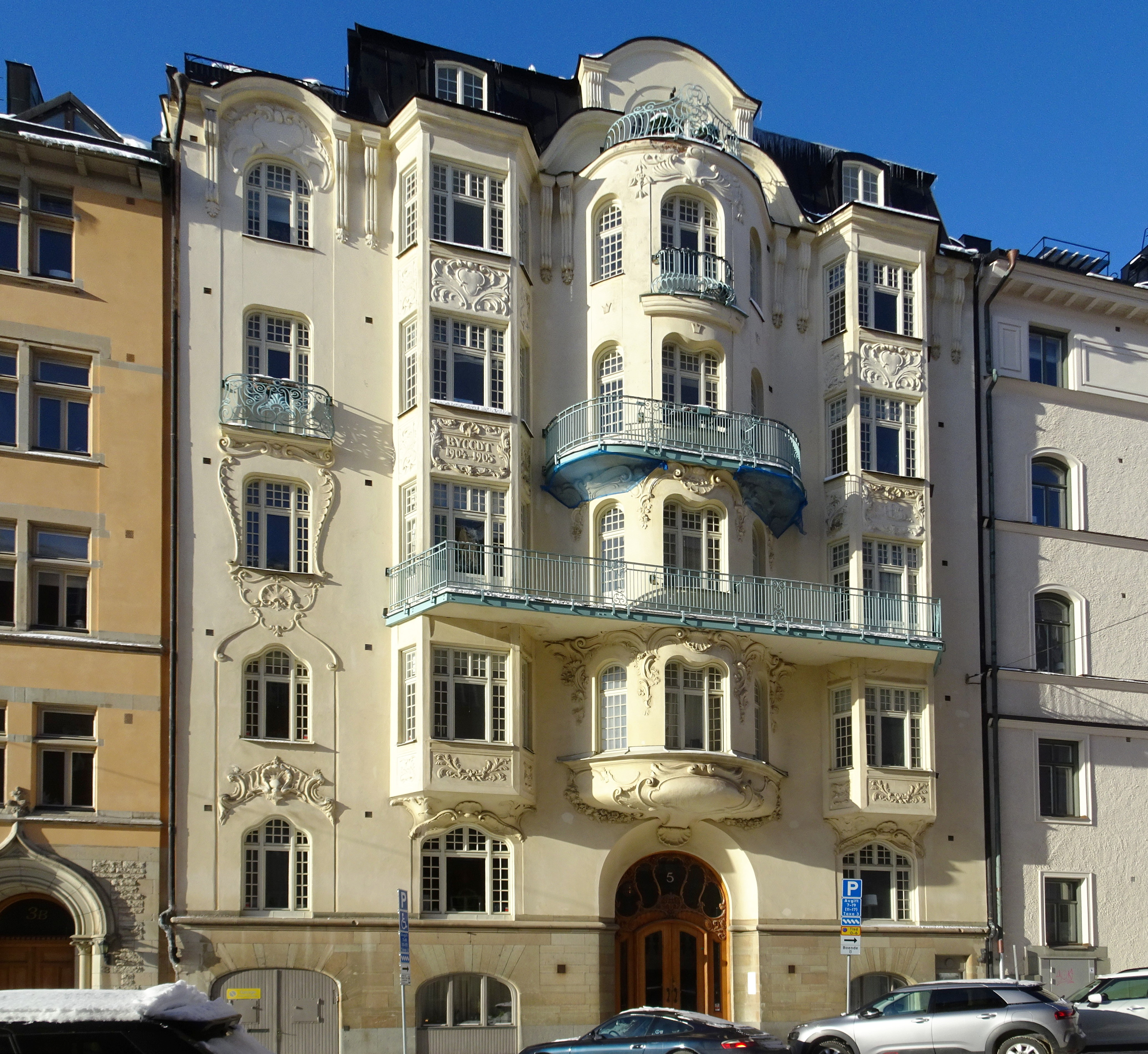
Stallmästaren 16.
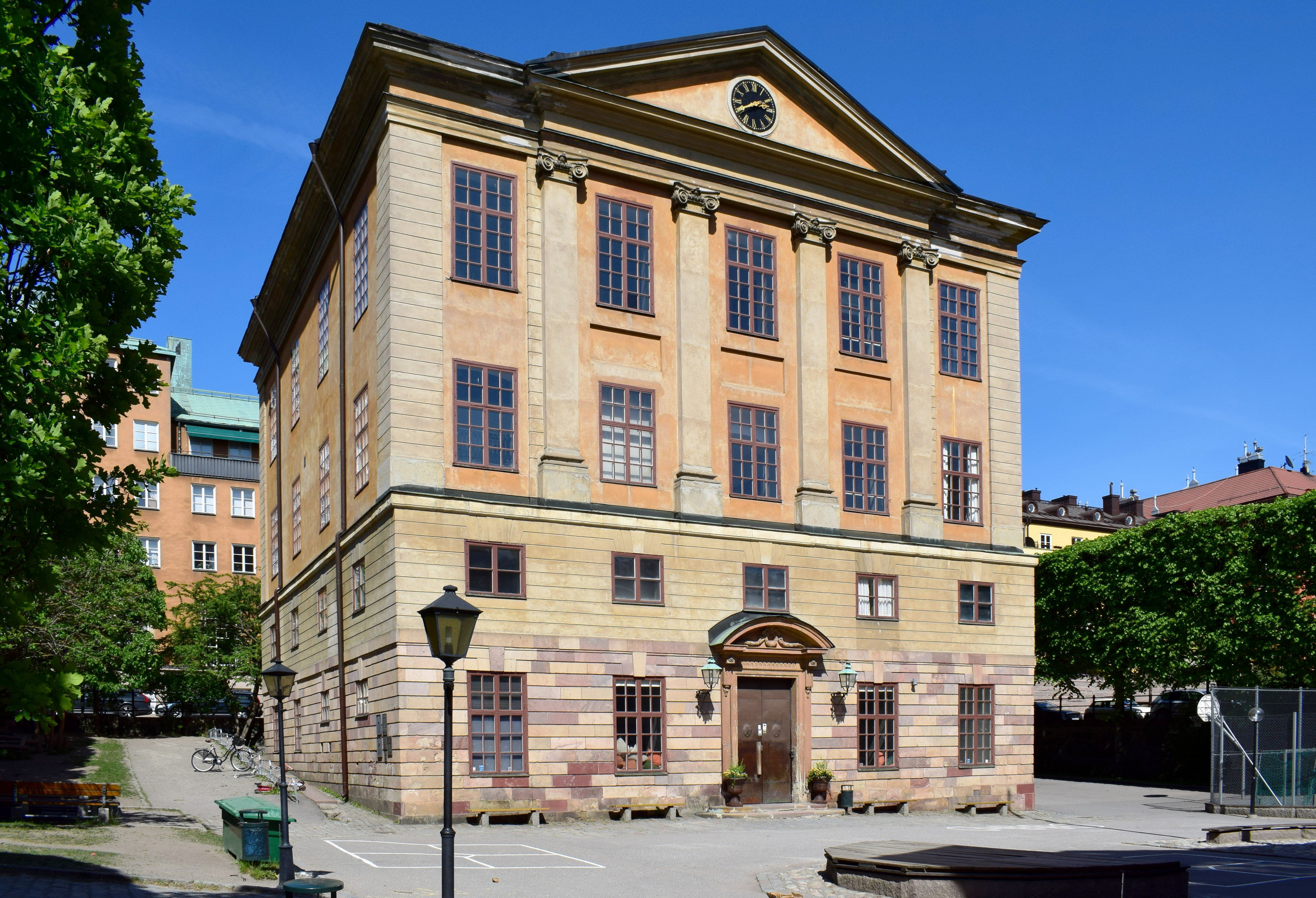
Fredrikshovs slott.